# Našice
Našice – miasto w Chorwacji, w żupanii osijecko-barańskiej, siedziba miasta Našice. Leżą w zachodniej Slawonii, 51 km od Osijeka. W 2011 roku liczyło 7888 mieszkańców.
Przez miejscowość przebiegają drogi krajowa nr 2 oraz 53.